# Longaulnay
Longaulnay település Franciaországban, Ille-et-Vilaine megyében. Lakosainak száma 598 fő (2022. január 1.). Longaulnay La Baussaine, Bécherel, Miniac-sous-Bécherel, Saint-Pern, Saint-Thual és Plouasne községekkel határos.

## Népesség
A település népességének változása:
| Lakosok száma | 413  | 327  | 303  | 536  | 623  | 637  | 616  | 612  | 610  | 598  |
|               | 1968 | 1982 | 1990 | 2006 | 2013 | 2015 | 2017 | 2019 | 2020 | 2022 |